# MedRxiv

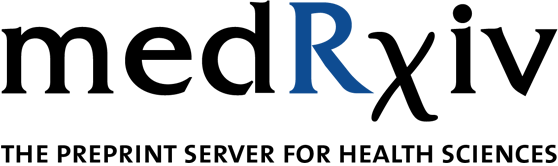
Logo von medRxiv

medRxiv ist ein Dokumentenserver für Preprints aus den Bereichen Medizin und Gesundheitswissenschaften. Dort werden wissenschaftliche Fachpublikationen als unbegutachtete Manuskripte vor der formalen Veröffentlichung frei zugänglich gemacht. Schreibweise und Aussprache lehnen sich an den wesentlich älteren Dokumentenserver arXiv an. Dabei wird die Endung -rxiv wie das englische „archive“ ausgesprochen, wobei das X für das griechische χ steht.

## Eigenschaften
medRxiv ist ein Schwesterprojekt des seit 2013 aktiven Dokumentenservers bioRxiv, auf dem im Oktober 2018 bereits über 37.000 Dokumente abrufbar waren. Genau wie bioRxiv wird medRxiv am Cold Spring Harbor Laboratory (CSHL) im US-Staat New York betrieben. Der Server wurde im Juni 2019 in Kooperation mit der Yale University und dem British Medical Journal in Betrieb genommen, nachdem prominente Mediziner wie der Kardiologe und Autor Eric Topol schon Jahre zuvor einen eigenen Preprintserver für die Medizin gefordert hatten. Bei medRxiv gibt es kein Peer-Review und die veröffentlichten Manuskripte sind fast immer originäre Forschung. medRxiv übernimmt keine Gewähr für die Methoden, Annahmen, Schlussfolgerungen oder die wissenschaftliche Qualität eines veröffentlichten Manuskripts. Wenn ein Potential besteht, einem Patienten oder der Öffentlichkeit Schaden zufügen zu können, veröffentlicht medRxiv das Preprint nicht, sondern fordert die Autoren auf, erst nach erfolgtem Peer Review zu veröffentlichen. Das Veröffentlichen von medizinischen Bilddaten ist in medRxiv nicht möglich, da das Projekt derzeit nicht über die Ressourcen verfügt, um zu überprüfen, ob hierfür eine ausreichende Einwilligung der Studienteilnehmer vorliegt.  
Artikel auf medRxiv sind aufgrund einer DOI zitierbar und haben eine hohe Auffindbarkeit, da sie zum Beispiel über Google Scholar oder PubMed indiziert sind.

## Bedeutung während der COVID-19-Pandemie
Nur wenige Monate nachdem im Juni 2019 die ersten Manuskripte auf medRxiv zum Abruf standen, begann im Dezember 2019 die COVID-19-Pandemie. Um der außergewöhnlichen Notlage zu begegnen, begannen bereits im Januar 2020 die Bestrebungen in der internationalen Forschungslandschaft, die Geschwindigkeit mit der wissenschaftliche Ergebnisse weitergegeben werden, zu erhöhen. Die WHO, aber auch Forschungsföderungsorganisationen wie beispielsweise der Wellcome Trust forderten daher, wissenschaftliche Ergebnisse im Zusammenhang mit dem neuartigen Virus SARS-CoV-2 und der Erkrankung COVID-19 unverzüglich frei zugänglich zu machen. Die Wissenschaftsverlage unterstützten diese Bemühungen, indem sie zuvor nur hinter einer Paywall zugängliche Artikel rund um COVID-19 frei zugänglich machten. Einige Fachpublikationen gingen sogar so weit von den Autoren zu fordern, dass ein öffentlich zugänglicher Preprint während des Begutachtungsprozess abrufbar sein muss. Dies hatte zur Folge, dass innerhalb kürzester Zeit die Zahl eingereichter Manuskripte bei medRxiv stark anstieg. Insbesondere Menschen mit geringer oder ohne wissenschaftliche Ausbildung sind die Grenzen einer ungeprüften Vorabveröffentlichung nicht bewusst und es besteht das Risiko des Rosinenpickens hinsichtlich Informationen, die zum eigenen Weltbild passen.